# David Hutcheson & Co
«David Hutcheson and Co.» — британська судноплавна компанія колісних пароплавів у Глазго, яка існувала з 1851 року до 1879 року, коли була переформована в компанію «David MacBrayne». Компанія здійснювала пакет-сервіс колісними пароплавами між західним узбережжям Шотландії і Гебридами, головним чином від порту Глазго до портів Внутрішніх і Зовнішніх Гебрид і інших портів Західної Шотландії.

## Історія
- 1851 рік — створений компанією «G. and J. Burns» регулярний сервіс пароплавами для Внутрішніх і Зовнішніх Гебридських був проданий «David Hutcheson and Co.». Формація пароплавної компанії «David Hutcheson and Co.» мала три партнери: Девід Хатчісон (англ. David Hutcheson), Александер Хатчісон (англ. Alexander Hutcheson) і Девід Мак-Брейн (англ. David MacBrayne).[1]
- 1852 рік — першим залізним колісним пароплавом компанії «David Hutcheson and Co.» був Mountaineer, побудований на верфі «J. and G. Thomson» в Гоуван, для ліній «West Highland trade», що належала «David Hutcheson and Co.».[2][3] Суднобудівельна компанія «J. and G. Thomson» стає головним суднобудівельником компанії «David Hutcheson and Co.». У той час конкуренція щодо швидкості пароплавів, збудованих в Клайді була дуже напруженою. Провідну роль серед конкурентів займав Девід Хатчінсон, який, хоча і був в захваті від побудованого Томпсонами в 1853 році пароплава Mountaineer, не вагався в рішенні подовжити його в сторону носа, щоб зробити ніс більш гострим для забезпечення панування пароплава в швидкості під час подальшого сезону. Результати були задовільними.[4]
- Завдяки задовільним результатам в подовженні пароплава Mountaineer, пароплави росли і росли, доки вони не перетворилися в знамениті Іона і Cambria, які збудували пізніше на верфі «J. and G. Thomson» для «David Hutcheson and Co.».[4]
- 1853 рік — побудували другий колісний пароплав Chevalier для «David Hutcheson and Co.» на верфі «J. and G. Thomson» в Гоуван.[1]
- 1854 рік — архіпелаги Внутрішніх і Зовнішніх Гебрид піддаються вітру і припливно-відпливним явищам, тому в ті часи були численні випадки розбиття кораблів об скелі, рифи. Не вистачало маяків. Так в водах східного узбережжя Зовнішніх Гебрид змусили спорудити в 1854 році маяк на півдні острову Диваар[en], — споруда маячних інженерів Девіда[en] і Томаса Стівенсон.

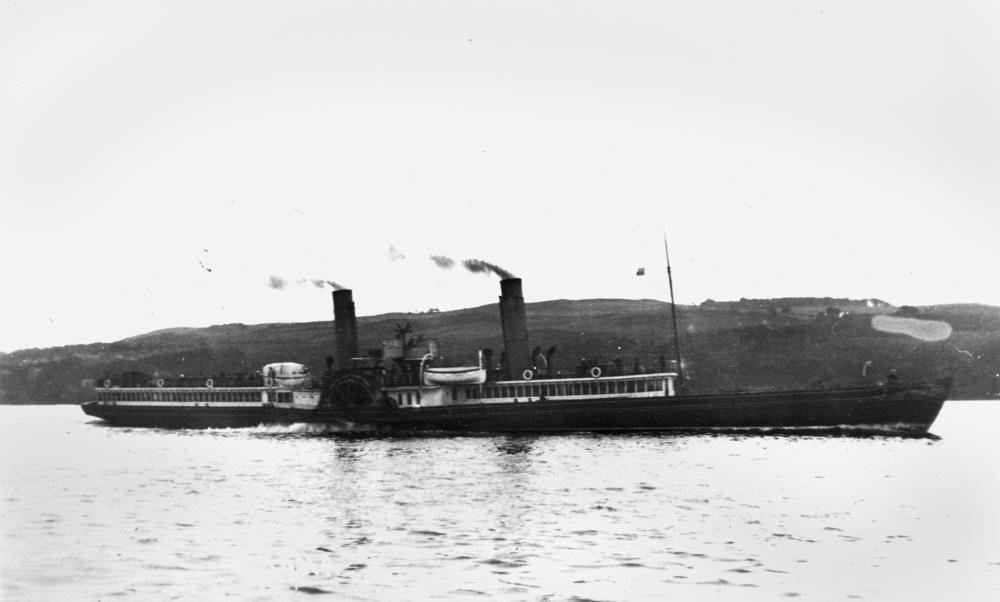
Колісний пароплав Iona компанії «David Hutcheson and Co.», збудований в 1864 році.

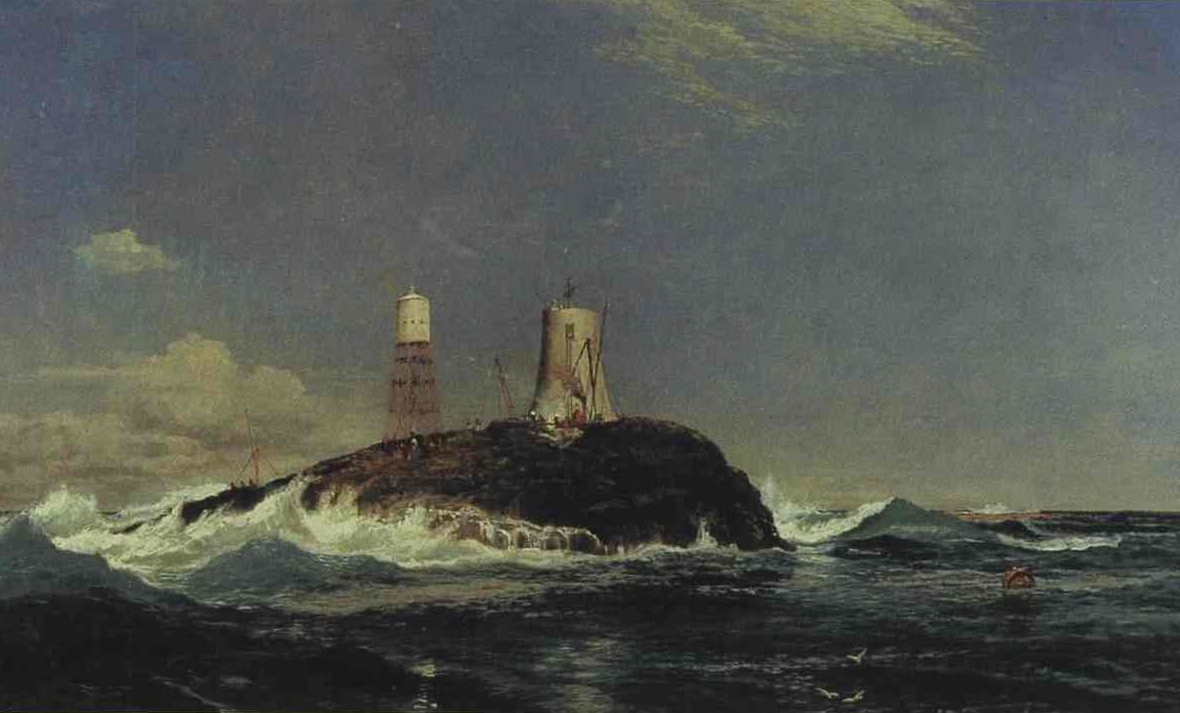
Маяк Даб Артач під час спорудження, (1822-78)

- Колісний пароплав Chevalier компанії «David Hutcheson & Co.» 24 листопада 1854 року вискочив на рифи Залізна Скеля в протоці Джура (англ. Iron Rock in Sound of Jura).[1]
- 1855 рік — колісний пароплав Mountaineer перевели для сервісу на Обан.

- 1867 рік — одним з небезпечніших місць для навігації були води навколо скель Торран[en]. Письменник Хеміш Хазвел-Сміт (англ. Hamish Haswell-Smith) описує скелі-рифи «як зуби дракона, які розсіялись по великій території. Вони ховаються загрозливо прямо під поверхнею моря, іноді показуючи себе в піні білого плювка». Спочатку вважалося, що неможливо знайти місце для маяку, але втрата пароплава Bussorah з усіма тридцятьма трьома людськими життями в свій перший рейс в 1863 році і втрата дивовижних 24 суден в цьому районі в шторм 30-31 грудня 1865 року закликали до позитивних дій. В 1867 році інженер Томаса Стівенсон почав будування маяку на острові Еррейд[en] напроти віддаленої скелі Даб Артач[en], який попереджав моряків про небезпечні води прилеглих скель Торран[en]. Скеля Даб Артач[en] підлягає надзвичайним морським умовам з хвилями 92 футів (28 м) або більше, з якими стикаються доглядачі маяка. Цей маяк отримав ім'я Даб Артач.
- 1869 рік — колісний пароплав Clansman компанії «David Hutcheson & Co.» потерпів аварію біля острова Санда (англ. Sanda). Судно використовували для пасажирського сервісу вздовж Західного узбережжя Шотландії.[2]
- 1872 рік — закінчено будівництво маяку Даб Артач, — башта висотою 44 м.

До середини 1870-х років обслуговування напрямку Гебридські острови лягло в основу компанії «David MacBrayne».
- 1878 рік  —  Захід оператор західного узбережжя «David Hutcheson and Co.» перейшла під повний контроль Девіда Мас-Брейна David MacBrayne, одного з трьох засновників компанії.[5]
- 1879 рік — Компанія «David Hutcheson and Co.» була переформована в «David MacBrayne».

## Пароплави «David Hutcheson and Co.»[2]
| Спуск на воду/ Здали / Роки в компанії | Назва Тоннаж Довжина/ Ширина/ Осадка     | Компанія, яка побудувала судно          | Тип судна Двигун                                                                        | Статус / Доля |
| 29.05.1852 / 1852 чи 1853 / 1853-1889  | Mountaineer BRT=188                      | «J. and G. Thomson» в Гоуван, Глазго    | залізний колісний пароплав;                                                             | Побудували для «David Hutcheson and Co.», Глазго. Це перший побудований для «David Hutcheson and Co.» пароплав. У 1889 році колісний пароплав Mountaineer, мабуть завдяки власному імені, видерся на скелю Леді, пошкодження якої було ще видно в 1995 році.                                                    |
| 28.03.1853 / квітень 1853 / 1853-1854  | Chevalier BRT=329 176/ 22/ feet          | «J. and G. Thomson» в Гоуван, Глазго    | колісний пароплав                                                                       | Побудували для «David Hutcheson and Co.», Глазго. Зареєстрували в Глазго 30 квітня 1853 року. 24 листопада 1854 року вискочив на рифи Залізна Скеля (англ. Iron Rock) в протоці Джура . |
| 16.06.1855 / 1855 / 1855-1869          | Clansman GRT414; 185/ 23/ feet           | «J. and G. Thomson» в Гоуван, Глазго    | колісний папароплав                                                                     | Побудували для «David Hutcheson and Co.», Глазго. В 1869 році потерпів кораблетрощення. |
| 22/03/1855 / 1855 / 1855-1862          | Iona BRT=325 225,2/ 20,4/ 9,0/ feet      | «J. and G. Thomson» в Гоуван, Глазго    | залізний колісний пароплав                                                              | Побудували для «David Hutcheson and Co.», Глазго. З 1862 року перейшов до Henry Lafone — купив з наміром використання в Американській громадянській війні для проривання блокади, але 2 жовтня 1862 року потерпів кораблетрощення біля Гурок (англ. Gourock) після зіткнення з недавно побудованим Chanticleer. |
| 08.05.1861 / 1861 / 1861-1861          | Fingal GRT=462; NRT=352 185,6/ 25,4 feet | «J. and G. Thomson» в Гоуван, Глазго    | залізний пасажирсько-вантажний пароплав; двигун гвинтовий, 2-циліндровий, 120 NHP       | Побудували для David & Alexander Hutcheson і David MacBrayne, Глазго. У листопаді 1861 року продали Джону Лоу (англ. John Low), діючого від Джеймса Буллок (англ. James Bulloch), Військово-морського флоту Конфедеративніх Штатів.                                                                             |
| 03.06.1861 / 1861 / 1861-1863          | Fairy GRT=151; NRT=87 149,4/ 21,0 feet   | «J. and G. Thomson» в Гоуван, Глазго    | залізний колісний пароплав                                                              | Побудували для David & Alexander Hutcheson і David MacBrayne, Глазго. У 1863 році потрапив до «John Proudfoot & Matthew Grey», Глазго. З 1866 ??, Montevideo. |
| 23.04.1862 / 1862 / 1862-????          | Clidesdale                               | «J. and G. Thomson» в Гоуван, Глазго    | пасажирсько-вантажний пароплав; паровий двигун                                          | |
| ???? / 1863 / 1863-????                | Staffa                                   | «J. and G. Thomson» в Гоуван, Глазго    | пасажирсько-вантажний пароплав                                                          | Побудували для «David Hutcheson and Co.», Глазго. |
| 19.05.1863 / 1863 / 1863-1864          | Iona BRT=368; NRT=168 249/ 25/ 9 feet    | «J. and G. Thomson» в Гоуван, Глазго    | колісний пароплав; паровий, двоциліндровий, коливальний двигун Швидкість 18 вузлів      | Побудували для David & Alexander Hutcheson і David MacBrayne, Глазго. З 1864 року в David McNutt (for Charles H Bostier, Richmond VA). Затонув 2 лютого 1864 року. |
| 10.05.1864 / 1864 / 1864-1879          | Iona BRT=393                             | «J. and G. Thomson» в Гоуван, Глазго    | колісний пароплав                                                                       | Побудували для «David Hutcheson and Co.», яка з 1879 року переформується в «David MacBrayne Ltd.»). У 1936 році продали на скрап. |
| 12.04.1866 / 1866 / 1866-1879          | Chevalier BRT=295 210/ 22/ 9,5 feet      | «J. and G. Thomson» в Гоуван, Глазго    | колісний пароплав; паровий, двоциліндровий, коливальний двигун, 150 NHP                 | Побудували для «David Hutcheson and Co.», яка з 1879 року переформується в «David MacBrayne Ltd.». Використовували для пасажирського сервісу. У 1927 році продали на скрап. |
| 03.05.1866 / 1866 / 1866-1879          | Gondolier BRT=173                        | «J. and G. Thomson» в Гоуван, Глазго    | колісний пароплав; паровий, двоциліндровий, коливальний двигун і 2 локомотівних боілера | Побудували для «David Hutcheson and Co.», яка з 1879 року переформується в «David MacBrayne Ltd.». У 1939 році продали на скрап. |
| ???? / 1870 / 1870-????                | Clansman (II)                            | «J. and G. Thomson» в Гоуван, Глазго    | пасажирсько-вантажний папароплав                                                        | |
| 09.04.1878 / 1878 / 1878-1879          | RMS Columba BRT=543                      | «J. and G. Thomson» в Клайдсайд, Глазго | колісний пароплав                                                                       | З 1878 в «David Hutcheson & Co.» (з 1879 року «David MacBrayne Ltd.»). У 1934 році продали на скрап. |

## Чим цікава ця компанія
1. Засновники цієї компанії були й засновниками компанії-правопреємниці «David MacBrayne», також відомої компанії.
2. Один з засновників компанії Девід Хатчінсон займав ведуче місто серед конкурентів щодо швидкості пароплавів збудованих в Клайді шляхом подовження пароплавів.
3. Схоже, що всі колісні пароплави для компанії будували суднобудівельники «J. and G. Thomson».
4. Два колісних пароплава у 1861–1862 роках потрапили від «David Hutcheson and Co.» к іншим власникам з метою використання в Американській громадянській війні для проривання блокади, — так званні «блокадні бігуни».